# Commidendrum robustum
Espèce
Statut de conservation UICN

 CR  : 
En danger critique
Commidendrum robustum est une espèce de plantes à fleurs du genre Commidendrum de la famille des Asteraceae endémique de l'île Sainte-Hélène.